# RAB6B
RAB6B (англ. RAB6B, member RAS oncogene family) – білок, який кодується однойменним геном, розташованим у людей на короткому плечі 3-ї хромосоми. Довжина поліпептидного ланцюга білка становить 208 амінокислот, а молекулярна маса — 23 462.
| 10         |  | 20         |  | 30         |  | 40         |  | 50         |
| ---------- |  | ---------- |  | ---------- |  | ---------- |  | ---------- |
| MSAGGDFGNP |  | LRKFKLVFLG |  | EQSVGKTSLI |  | TRFMYDSFDN |  | TYQATIGIDF |
| LSKTMYLEDR |  | TVRLQLWDTA |  | GQERFRSLIP |  | SYIRDSTVAV |  | VVYDITNLNS |
| FQQTSKWIDD |  | VRTERGSDVI |  | IMLVGNKTDL |  | ADKRQITIEE |  | GEQRAKELSV |
| MFIETSAKTG |  | YNVKQLFRRV |  | ASALPGMENV |  | QEKSKEGMID |  | IKLDKPQEPP |
| ASEGGCSC   |  |            |  |            |  |            |  |            |

A: Аланін

C: Цистеїн

D: Аспарагінова кислота

E: Глутамінова кислота

F: Фенілаланін

G: Гліцин

I: Ізолейцин

K: Лізин

L: Лейцин

M: Метіонін

N: Аспарагін

P: Пролін

Q: Глутамін

R: Аргінін

S: Серин

T: Треонін

V: Валін

W: Триптофан

Кодований геном білок за функцією належить до фосфопротеїнів. 
Задіяний у таких біологічних процесах як транспорт, транспорт білків, транспорт між ендоплазматичним ретикулумом і апаратом Гольджі, альтернативний сплайсинг. 
Білок має сайт для зв'язування з нуклеотидами, ГТФ. 
Локалізований у мембрані, цитоплазматичних везикулах, апараті гольджі.